# Brisbane Entertainment Centre
Das Brisbane Entertainment Centre (kurz: BEC) ist eine Mehrzweckhalle im Vorort Boondall der australischen Millionenstadt Brisbane, Hauptstadt des Bundesstaates Queensland. Die Basketballmannschaft der Brisbane Bullets aus der National Basketball League (NBL) trägt, neben dem Brisbane Convention & Exhibition Centre (BCEC), hier ihre Heimspiele aus.

## Geschichte
Die Multifunktionsarena wurde von 1985 bis 1986 erbaut und kostete rund 71 Mio. AUD. Mit 11.000 Plätzen bei Theater- und Musicalaufführungen und einer Kapazität von 14.500 Besuchern bei Konzerten ist das Brisbane Entertainment Centre die größte Halle für Konzerte und Unterhaltungsprogramme in der Stadt.

## Veranstaltungen
Während seiner Bad World Tour im Jahr 1987 trat Michael Jackson am 27. und 28. November in der ausverkauften Halle auf. Beim zweiten Konzert wurde er von Stevie Wonder gesanglich unterstützt. Am 19. November 1990 trat der britische Weltstar Eric Clapton vor 14.500 Zuschauern im Rahmen seiner Journeyman World Tour in der Arena auf. Am 16. und 17. März 2016 gab Madonna zwei Konzerte während ihrer Rebel Heart Tour in der Halle. Als die Sängerin den Fan Josephine Georgiou auf die Bühne bat, zog Madonna der 17-jährigen jungen Frau die Bluse vom Leib, sodass ihre Brust zu sehen war. Madonna entschuldigte sich und Georgiou bezeichnete die Aktion als „die beste Zeit meines Lebens“. Angehörige wollten rechtskräftig gegen die Künstlerin vorgehen, was Georgiou jedoch verhinderte.